# One way clutch
Een One way clutch is een koppeling van een motorfiets voorzien van kantelstukken waardoor de sterk remmende werking van de motor bij het dichtdraaien van het gas niet wordt doorgegeven aan het achterwiel. 
Omdat dit daardoor niet gaat stuiteren (hopping) ook wel anti hopping clutch genoemd. Ze werd voor het eerst toegepast op de Honda FWS 1000 en NR 500 racers, later ook op de VF 750 en CBX 750 straatmachines. De Suzuki VS 1400 GL Intruder uit 1986 kende ook iets dergelijks. Aan het begin van de 21e eeuw werden Anti Hop koppelingen gemeengoed bij heel veel motorfietsen. 